# Andreas Kossert
Andreas Kossert (né en 1970 à Münden) est un historien allemand et spécialiste de l'histoire de l'Europe médiane.

## Biographie
Kossert étudie l'histoire médiévale et moderne, les sciences politiques et les études slaves à l'Université de Fribourg-en-Brisgau, à l'Université d'Édimbourg, à l'Université rhénane Frédéric-Guillaume de Bonn et à l'Université libre de Berlin. En 2000, il obtient son doctorat de la FU Berlin,,. De 2001 à 2009, il est chercheur associé à l'Institut historique allemand de Varsovie (de). Au semestre d'été 2007, il occupe un poste de professeur invité pour les études régionales et culturelles polonaises à l'Université technique de Dresde. Depuis janvier 2010, il travaille dans le domaine de la documentation et de la recherche à la Fondation de la fuite, de l'expulsion et de la réconciliation (de) (SFVV) à Berlin, entre-temps en tant que responsable du domaine. La Commission historique pour la recherche d'État de Prusse-Orientale et Occidentale, la Commission historique prussienne et la Commission d'histoire des Allemands en Pologne (de) comptent Kossert parmi leurs membres,.

## Recherches
Les recherches de Kossert portent sur les minorités ethniques, religieuses et nationales en Europe-Centrale et Orientale, les relations germano-polonaises, la fuite et l'expulsion des Allemands d'Europe-Centrale et Orientale, l'histoire de la Pologne, de la Prusse-Orientale et de la Mazurie et les expulsés en Allemagne après 1945. Il publie en allemand, polonais et anglais,.
Avec Ostpreußen – Geschichte und Mythos, il écrit une histoire globale de cette province. Il guide le lecteur à travers l'histoire de ce qui était autrefois la partie la plus orientale de l'Allemagne et retrace le chemin de la colonisation par l'Ordre Teutonique avec divers groupes ethniques jusqu'à nos jours. Kossert agit en tant que consultant pour le film documentaire ARD, Damals in Ostpreußen, et écrit le livre qui l'accompagne,.
Avec Kalte Heimat – die Geschichte der deutschen Vertriebenen nach 1945, « Andreas Kossert brise le mythe de l'intégration complète et réussie des expulsés après 1945 ». Le titre indique que les personnes déplacées ne sont pas les bienvenues. Ils font l'expérience de l'exclusion et de la discrimination. Les habitants montrent peu de solidarité et considèrent les réfugiés comme des envahisseurs. "La plupart des Allemands ne veulent pas voir, entendre ou savoir cela." L'auteur décrit le but de l'ouvrage comme suit : « Il est temps de comprendre enfin les exilés allemands comme des victimes qui ont non seulement souffert de la fuite et de l'expulsion, mais aussi de la dureté de cœur de leurs compatriotes.

## Publications

### monographies
- Preußen, Deutsche oder Polen? Die Masuren im Spannungsfeld des ethnischen Nationalismus 1870–1956. Harrassowitz, Wiesbaden 2001,  (ISBN 3-447-04415-2) (Dissertation an der FU Berlin 2000).
- Masuren: Ostpreußens vergessener Süden. Siedler, Berlin 2001,  (ISBN 3-88680-696-0).
- Ostpreußen: Geschichte und Mythos. Siedler, München 2005,  (ISBN 3-88680-808-4) (2009 als E-Book mit der  (ISBN 978-3-641-03232-6)).
- Kalte Heimat: die Geschichte der deutschen Vertriebenen nach 1945. Siedler, München 2008,  (ISBN 978-3-88680-861-8) (2008 als E-Book mit der  (ISBN 978-3-89480-460-2)).
- Damals in Ostpreußen: der Untergang einer deutschen Provinz. Deutsche Verlags-Anstalt, München 2008,  (ISBN 978-3-421-04366-5) (2010 als E-Book mit der  (ISBN 978-3-641-04701-6)).
- Ostpreußen: Geschichte einer historischen Landschaft. Beck, München 2014,  (ISBN 978-3-406-66980-4) (2014 als E-Book mit der  (ISBN 978-3-406-66981-1)).
- Flucht. Eine Menschheitsgeschichte. Siedler, München 2020,  (ISBN 978-3-8275-0091-5).
- Gebrauchsanweisung für Masuren. Piper, München 2022,  (ISBN 978-3-492-27673-3).

### anthologies
- mit Christophe Duhamelle, Bernhard Struck (Hrsg.): Grenzregionen. Ein europäischer Vergleich vom 18. bis 20. Jahrhundert. Campus, Frankfurt am Main 2007,  (ISBN 978-3-593-38448-1).
- mit Uwe Neumärker (Hrsg.): „Das war mal unsere Heimat …“: Jüdische Geschichte im preußischen Osten. Stiftung Flucht, Vertreibung, Versöhnung, Berlin 2013,  (ISBN 978-3-942240-11-6).

### documentaires
- Damals in Ostpreußen. Berater und Begleitbuch. Dokumentarfilm (ARD 2008) des Regisseurs Dr. Florian Huber
- Bahnsteig 1 – Rückkehr nach Flatow – Regie: Thomas Grimm (de), mit Andreas Kossert, Zeitzeugen –TV, 87 min, 2012. Dokumentarfilmpreis 10. Festival du film de Neiße (de) 2013[10]

### divers
- Gelungene Integration? Die Vertriebenen und die bundesrepublikanische Wirklichkeit. Evang. Akad. Baden, Karlsruhe 2009,  (ISBN 978-3-89674-558-3).

## Honneurs
- Prix du livre Georg-Dehio (de) pour Ostpreußen. Geschichte und Mythos (2008)[11]
- Prix de l'Académie de Bad Herrenalb pour Die Vertriebenen zwischen Abschied und Ankunft – Die Geschichte eines politischen Drahtseilaktes (2008)[12]
- Nomination pour le Prix de la Foire du livre de Leipzig (de) dans la catégorie Prix de la Foire du  livre de Leipzig/non-fiction et essais (de) avec Kalte Heimat (2009)[13]
- Festival du film de Neiße : Prix du documentaire pour 1 – Rückfahrt nach Flatow de Thomas Grimm (de) et Andreas Kossert (2013)[14]
- Prix du livre de non-fiction NDR Kultur (de) 2020 pour Flucht. Eine Menschheitsgeschichte
- Le livre politique (de) 2021 pour Flucht. Eine Menschheitsgeschichte